# White Sands Visitor Center
Le White Sands Visitor Center est un office de tourisme américain dans le comté d'Otero, au Nouveau-Mexique. Protégé au sein du parc national des White Sands, le bâtiment qui l'abrite a été construit en 1936-1937 dans le style Pueblo Revival, conformément aux plans de Lyle E. Bennett. C'est une propriété contributrice au district historique du White Sands National Monument, un district historique inscrit au Registre national des lieux historiques depuis le 23 juin 1988.